# Bubble Eye
 (avril 2021).
Si vous disposez d'ouvrages ou d'articles de référence ou si vous connaissez des sites web de qualité traitant du thème abordé ici, merci de compléter l'article en donnant les références utiles à sa vérifiabilité et en les liant à la section « Notes et références ».

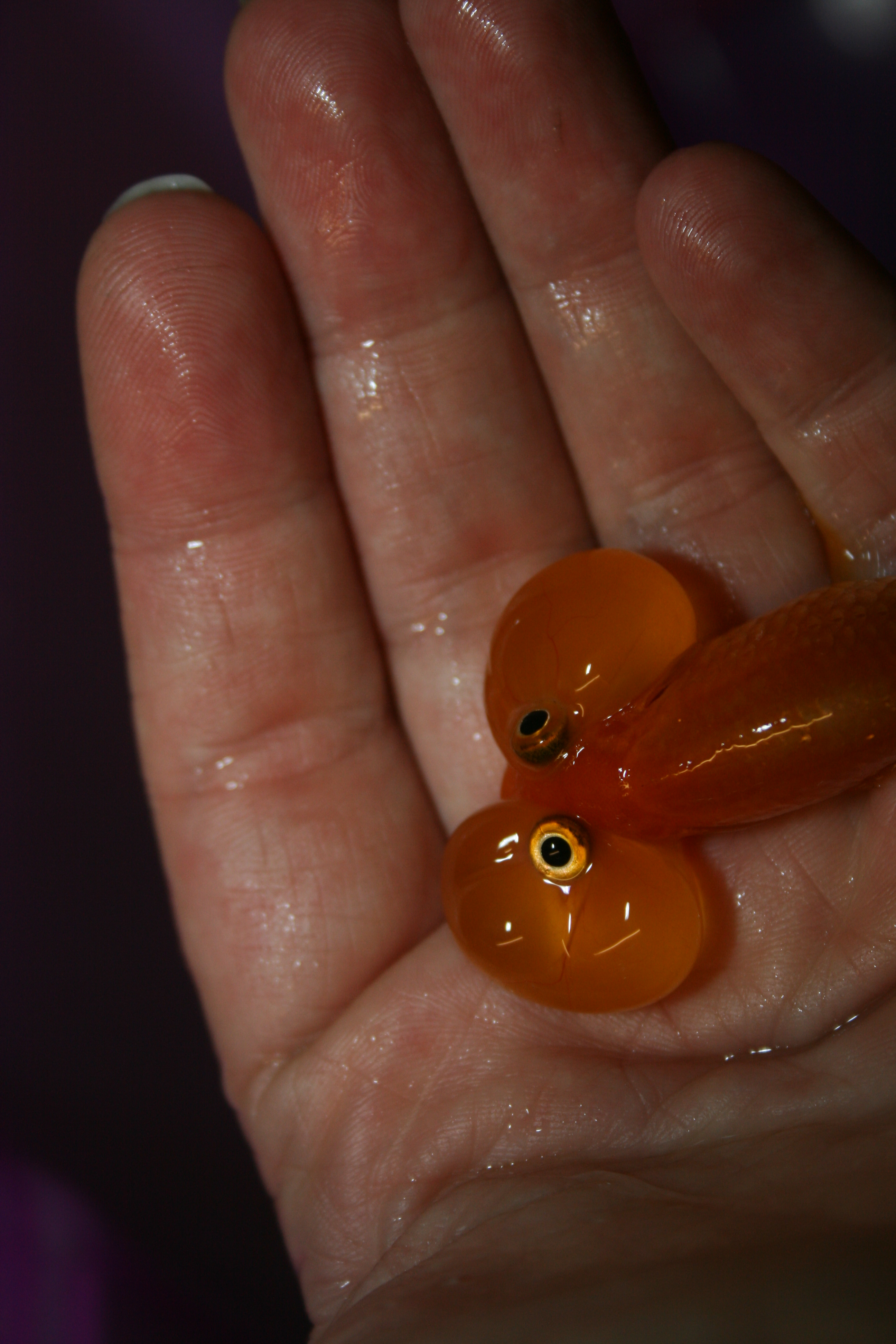
Bubble Eye tenu dans une main.

Le Bubble Eye ou Uranoscope est une petite variété de poissons rouges avec des yeux pointant vers le haut qui sont accompagnés de deux gros sacs remplis de liquide. Les bulles sont très délicates, de sorte que le poisson doit être conservé à l'écart d'autres variétés plus turbulentes. Bien que les bulles d'air puissent repousser en cas de crevaison, la blessure peut laisser le poisson avec des infections. Les bulles sont tristement célèbres pour être aspirées dans les filtres et les siphons d'aquariums.

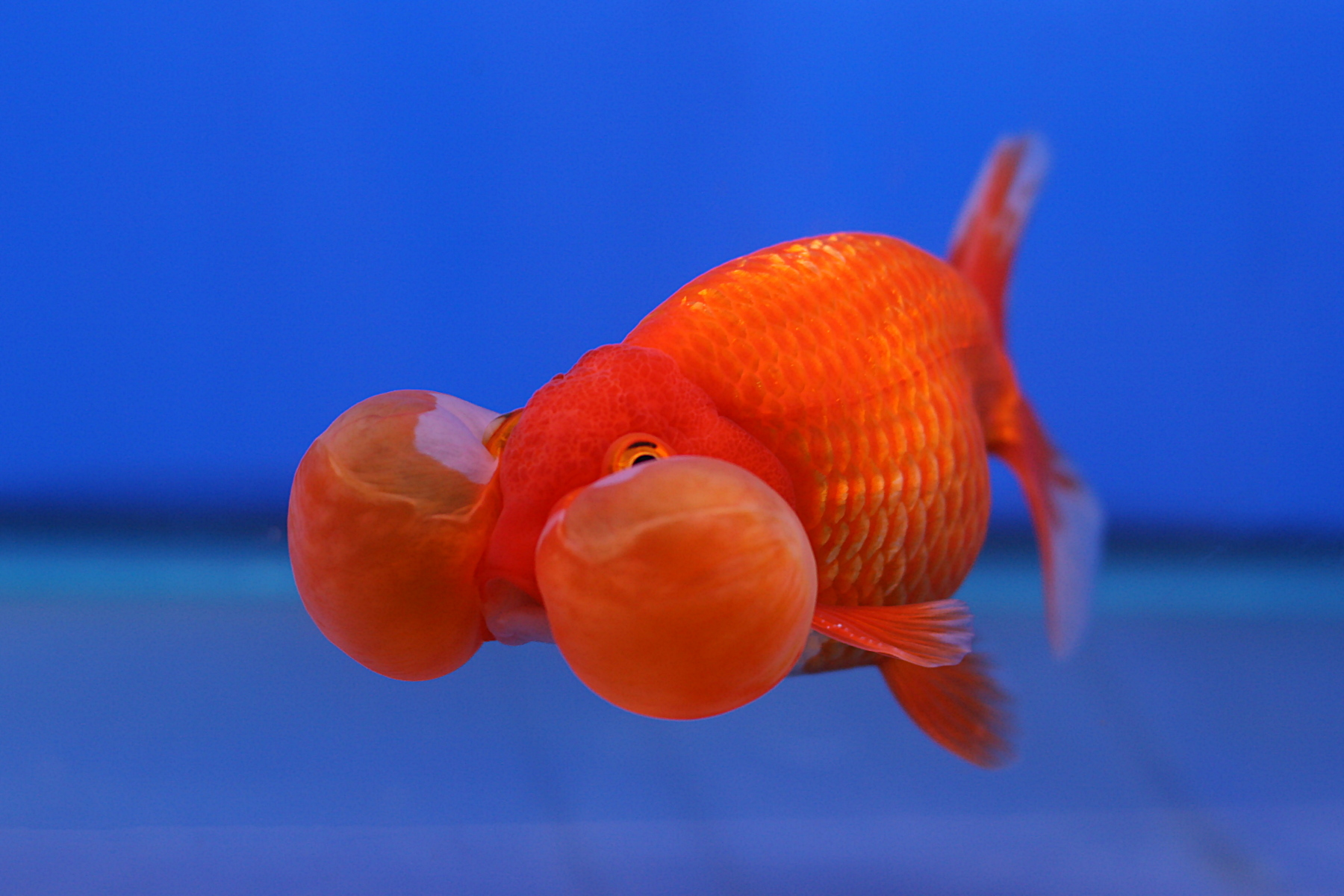
Un bubble Eye rouge